# Zamek w Cieszynie
Zamek w Cieszynie – pozostałości zamku Piastów cieszyńskich zbudowanego w miejscu grodu plemienia Gołęszyców i następnie piastowskiego grodu kasztelańskiego. Warownię zbudowano na Górze Zamkowej i jego najstarszą murowaną częścią jest romańska rotunda św. Mikołaja z XII wieku. Zamek rozbudowano w stylu gotyckim w XIV wieku i następnie w stylu renesansowym w XVI wieku. W znacznym stopniu zniszczony w XVII wieku podczas wojny trzydziestoletniej. Zamek ostatecznie rozebrano w XIX wieku i zachowała się z niego jedynie Wieża Piastowska oraz rotunda pw. św. Mikołaja.

## Historia

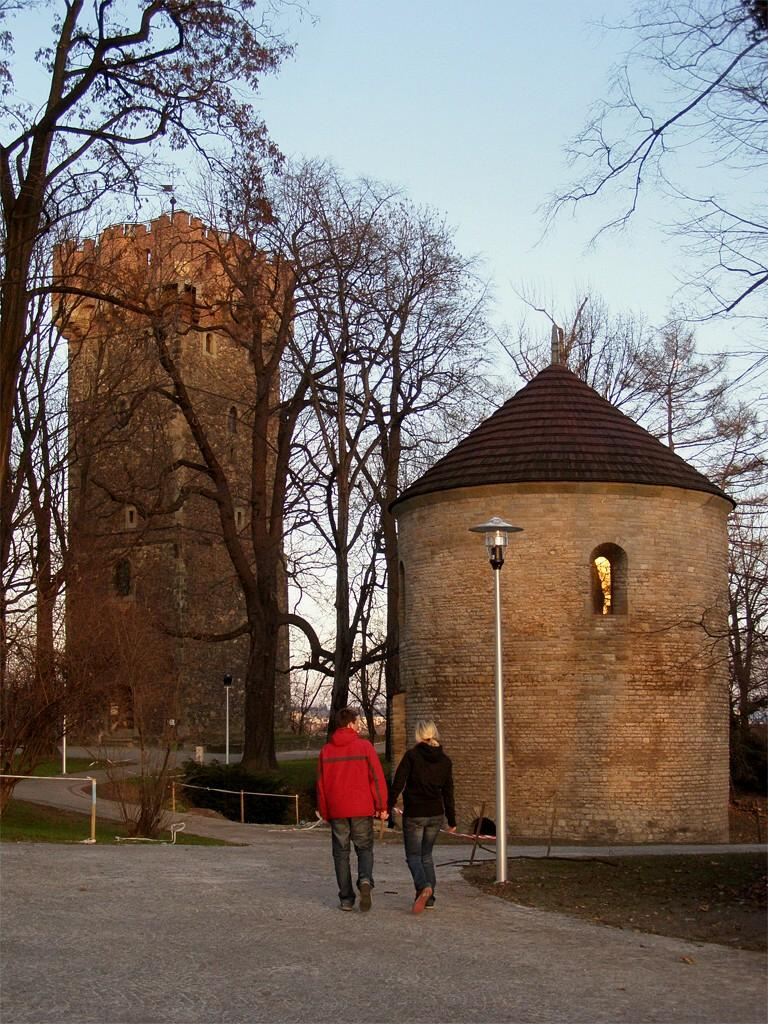
Rotunda św. Mikołaja i wieża Piastowska

Na przełomie IX i X wieku na Górze Zamkowej założony został słowiański gród z drewniano-ziemnym obwałowaniem wzmiankowany po raz pierwszy w 1155. W monarchii wczesnopiastowskiej gród z palatium stał się siedzibą kasztelanii. Powstała też romańska rotunda św. Mikołaja pełniąca funkcję świątyni grodowej. Wówczas też wybudowano w zachodniej części dawnego grodu kamienną, cylindryczną wieżę o średnicy 12,5 m. W tym samym czasie istniała w pobliżu wieży kamienna budowla mieszkalna pełniąca funkcję książęcego palatium. Po powstaniu nowego księstwa cieszyńskiego prawdopodobnie rozpoczęła się na Górze Zamkowej intensywną rozbudowę pod nadzorem pierwszego jego księcia, Mieszka cieszyńskiego. W drugiej połowie XIII wieku wzgórze zamkowe zaczęto otaczać kamiennym murem. Syn Mieszka, Kazimierz I, oraz wnuk Przemysław I Noszak, kontynuowali prace budując gotycką rezydencję. Z inicjatywy Przemka I Noszaka rozpoczęto budowę wieży głównej, tzw. Wieży Piastowskiej o początkowej wysokości ok. 12 m. Oprócz tego zbudowano dwie lub trzy cylindryczne wieże na linii murów obwodowych. Wjazd na teren zamku znajdował się w budynku bramnym w północno-wschodnim narożu zamku. Brama wjazdowa była broniona cylindryczną wieżą bramną o średnicy ok. 10 m i grubości murów ok. 3,4 m. Była ona usytuowana w linii murów obwodowych, w pobliżu drogi prowadzącej do zamku. Zapewne główne budynki mieszkalne wzniesiono w bezpośrednim sąsiedztwie Wieży Piastowskiej od strony zachodniej. Od miasta zamek byt oddzielony fosą. W XV w. zamek został ponownie rozbudowany i połączony z murami obronnymi miasta. Wieża Piastowska zamku została nadbudowana do ośmiu kondygnacji (ok. 24 m) i zwieńczona ozdobnymi murowanymi z cegły machikułami wspartymi na kamiennych kroksztynach z narożnymi czterema wieżyczkami. Na zamku górnym w XV wieku powstała nowa zabudowa wokół dziedzińca. W 1412 na zamku książę Bolesław I Cieszyński gościł Władysława Jagiełłę a w 1454 orszak narzeczonej Kazimierza Jagiellończyka, Elżbiety Rakuszanki, liczący dwa tysiące polskich i czeskich rycerzy.      
Po olbrzymim pożarze w 1520 roku zamek został ponownie odbudowany i przebudowany inicjatywy księcia Kazimierza I, być może wówczas na terenie zamku dolnego zbudowano potężną basteję przystosowaną do użycia broni palnej. Przypuszczalnie w tym samym okresie wykonano szczytowe zwieńczenia budowli zamkowych. W 1603 roku zamek został ponownie zniszczony przez pożar, ale w kolejnych latach był częściowo wyremontowany.       
W trakcie wojny trzydziestoletniej 1618-1648 zamek był kilkukrotnie zajmowany przez wojska, które go plądrowały. W 1645 został zajęty przez wojska szwedzkie, których pobyt doprowadził warownię do ruiny. Jednak największe zniszczenia przyniosło kilkutygodniowe oblężenie w 1646 roku prowadzone przez wojska Habsburgów, które doprowadziło do katastrofalnego zniszczenia zamku. Większość pomieszczeń mieszkalnych i gospodarczych została zniszczona w wyniku ostrzału artyleryįskiego lub z powodu wysadzenia przez austriackich minerów podziemnych korytarzy pod zamkiem. Największe zniszczenia objęły dolny zamek oraz część górnego wraz z najstarszą wieżą cylindryczną w północnej części wzgórza. Księżna cieszyńska Elżbieta Lukrecja po powrocie z małopolskich Kęt, gdzie schroniła się przed wojną, nie mogła zamieszkać na tak zniszczonym zamku i musiała wyprowadzić się do kamienic przy rynku w Cieszynie. Ruiny zamku zaczęto rozbierać już częściowo po 1659 roku w celu uzyskania materiału budowlanego. W 1720 gmach spłonął, a w 1786 zamek zniszczyło trzęsienie ziemi.
Ostatecznie ruiny zamku usunięto, gdy w 1838 książę cieszyński  Karol Ludwik Habsburg postanowił zbudować dla siebie nową rezydencję. W tym celu sprowadził wiedeńskiego architekta Josepha Kornhäusla, który przeprowadził rozbiórkę ruin zamku piastowskiego z wyjątkiem wieży i romańskiej rotundy. W niedługim czasie na obrzeżach Góry Zamkowej powstał klasycystyczny pałac z oranżerią i parkiem w stylu angielskim ze sztucznymi ruinami. Przy okazji przebudowy Karol Ludwik Habsburg zbudował na terenie dawnego zamku browar (obecnie Browar Zamkowy Cieszyn).

Z zamku Piastów ocalała jedynie Wieża Piastowska, Rotunda, dolna część okrągłej wieży i odkryte podczas prac archeologicznych fragmenty murów.      

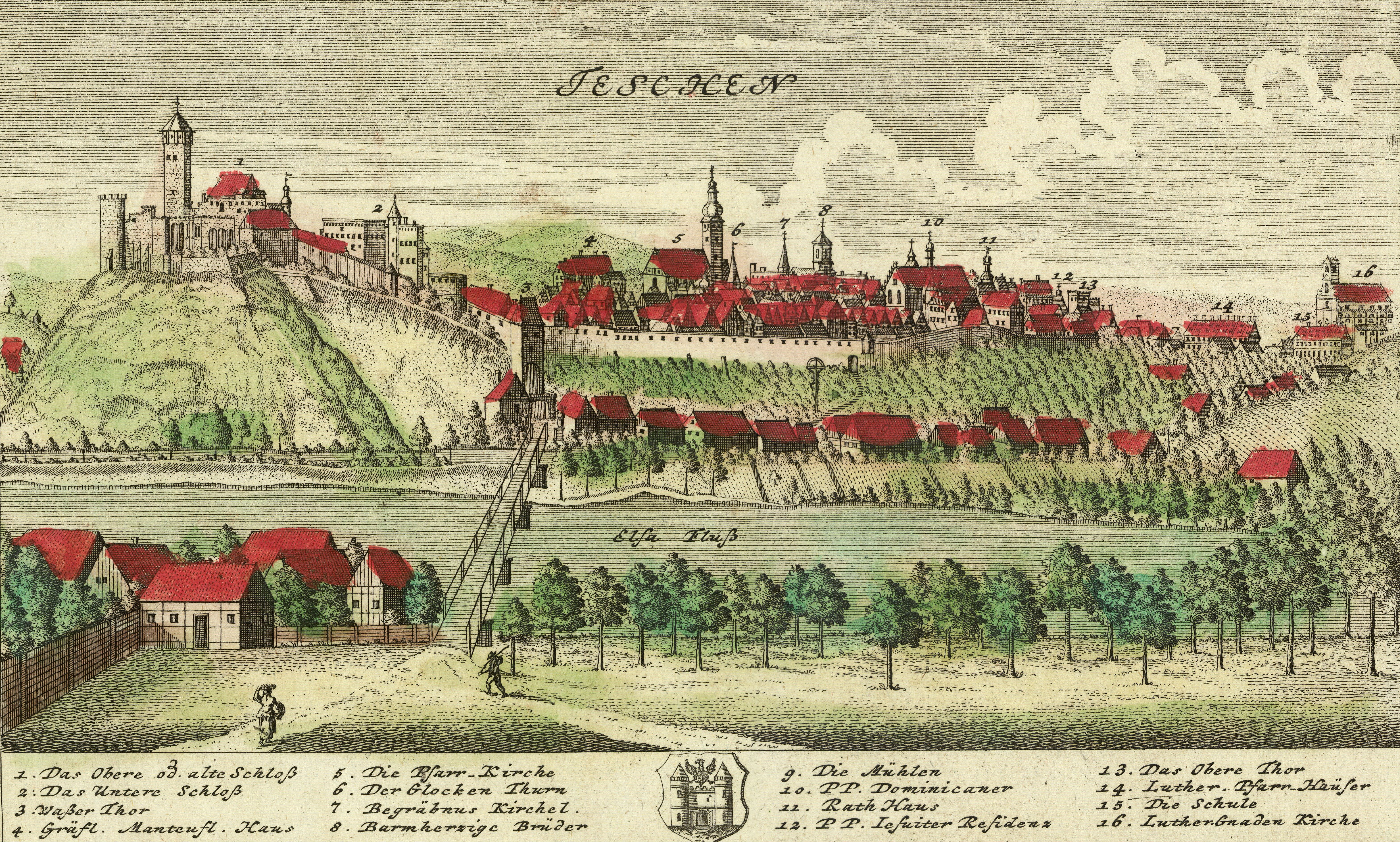
Zamek i miasto w 1738 na widoku Friedricha Bernharda Wernera
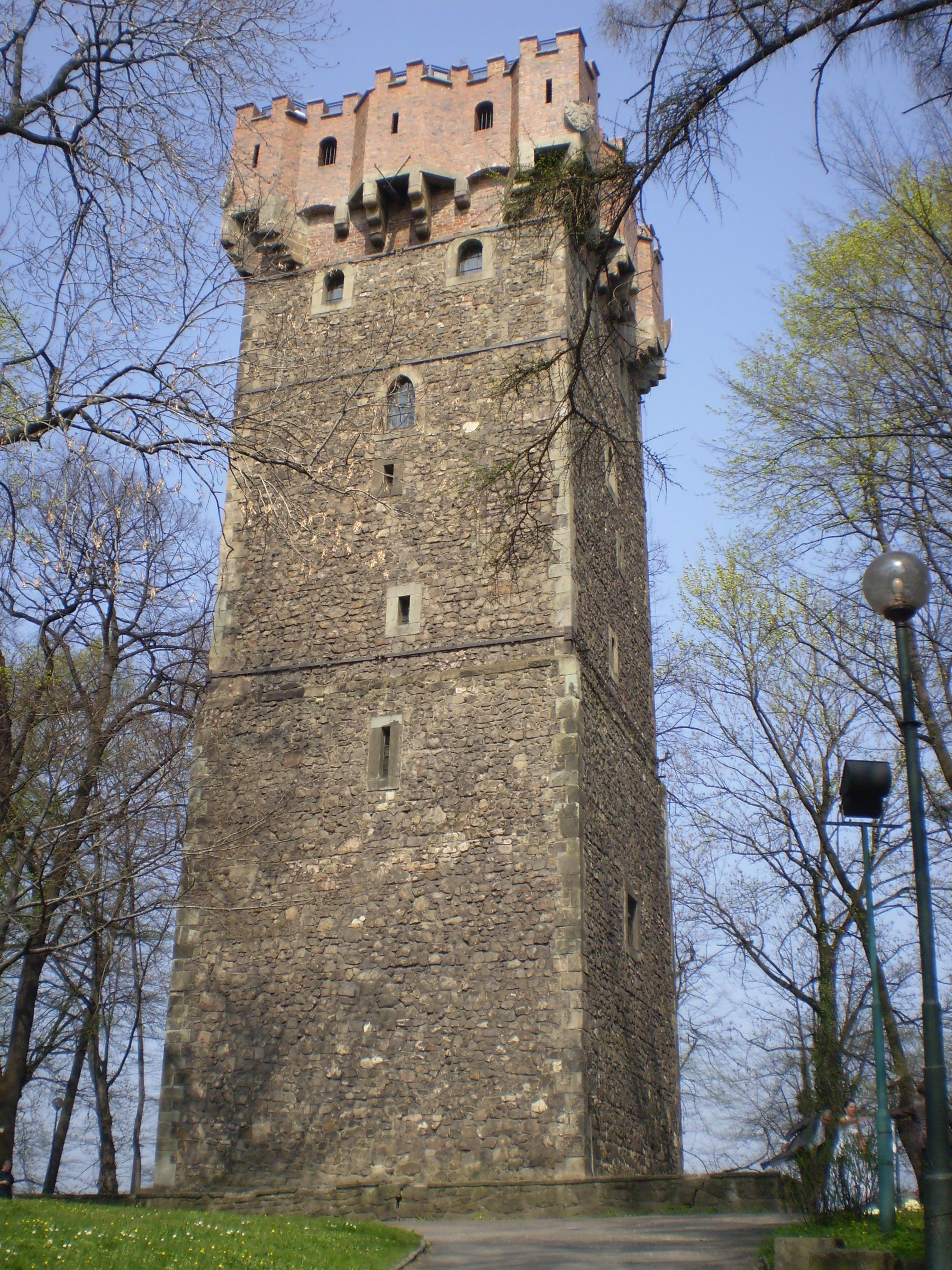
Wieża Piastowska XIV wieku
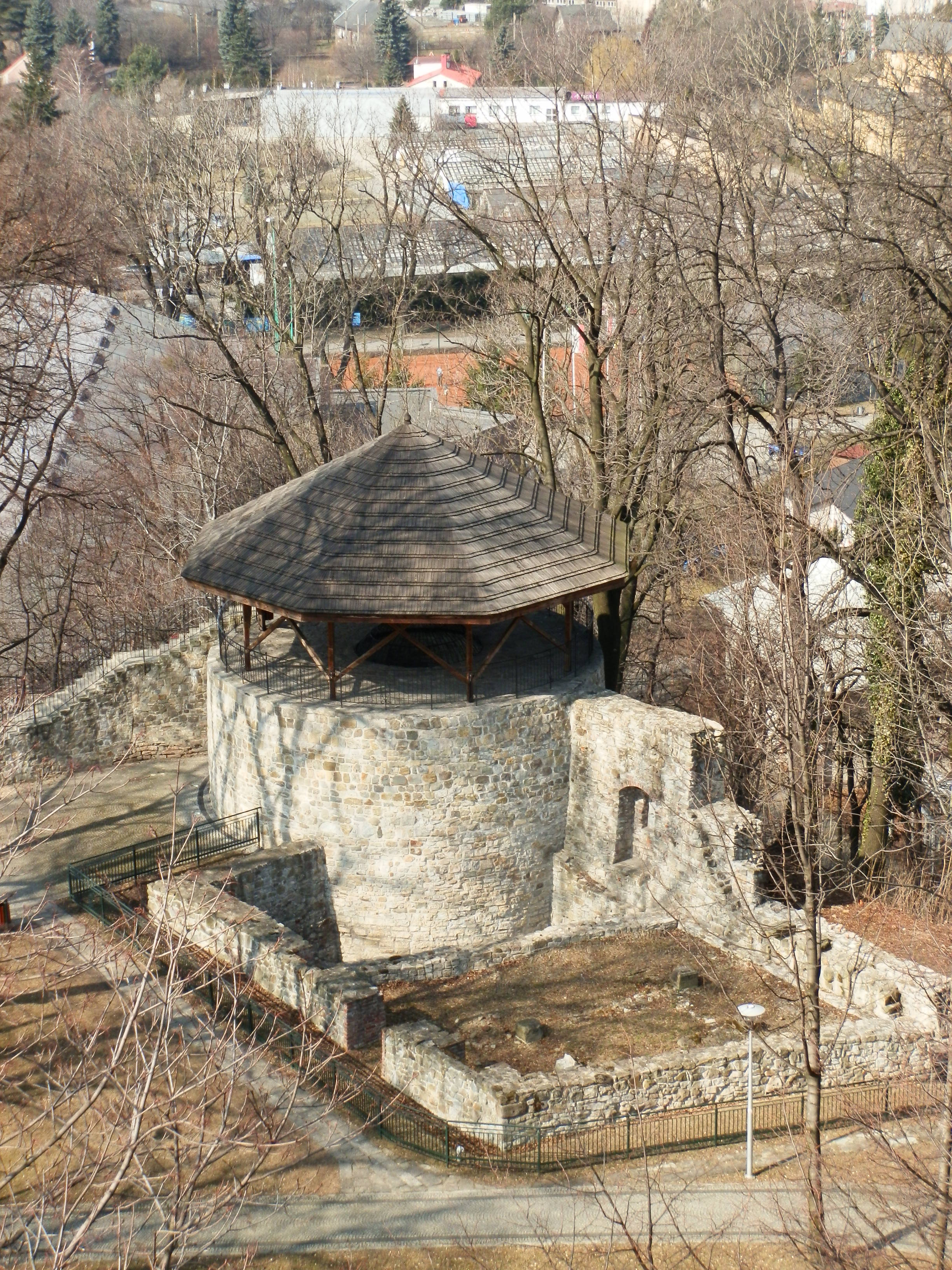
Wieża okrągła
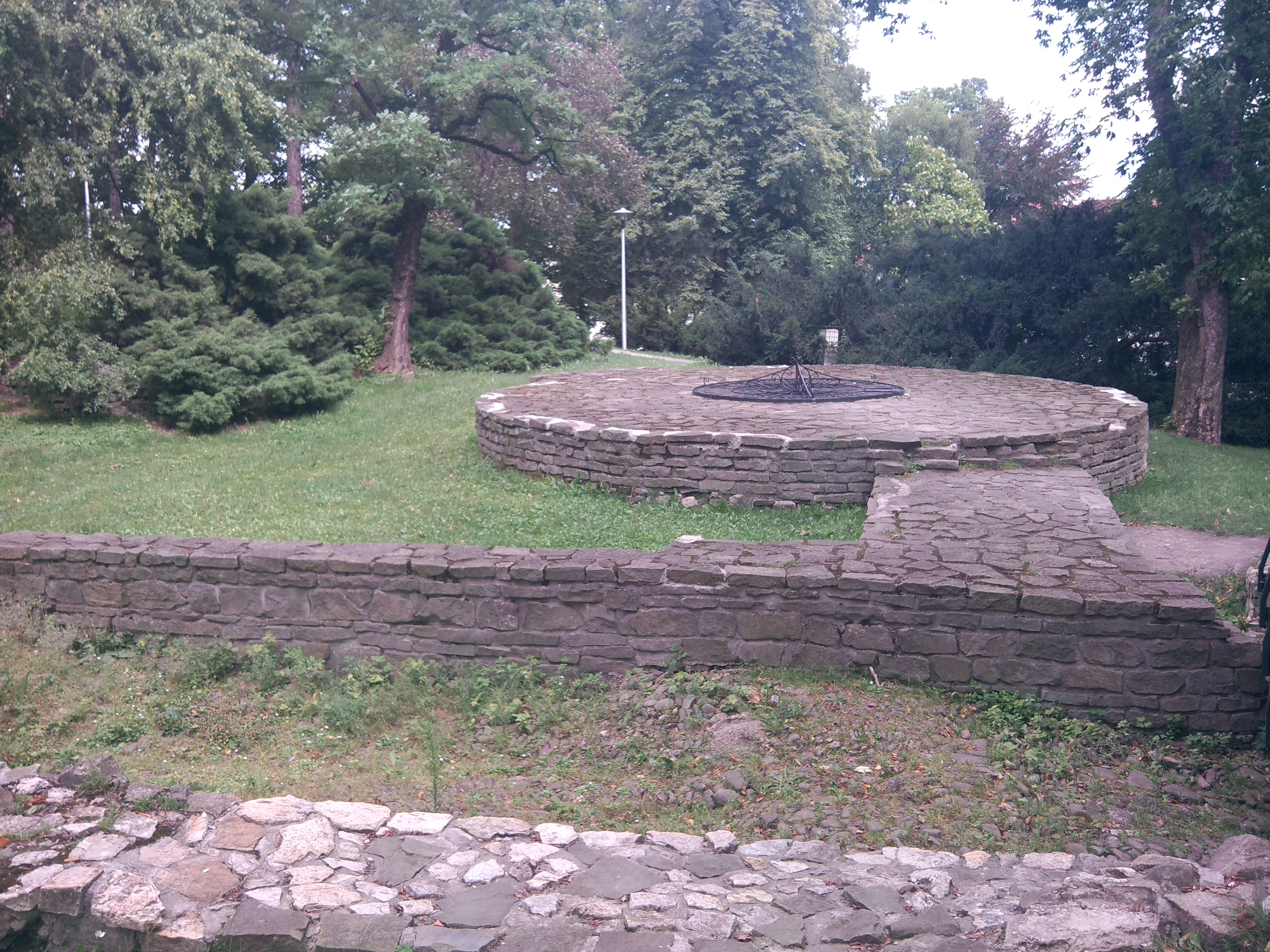
Fundamenty bastei przybramnej i przejazdu przez bramę
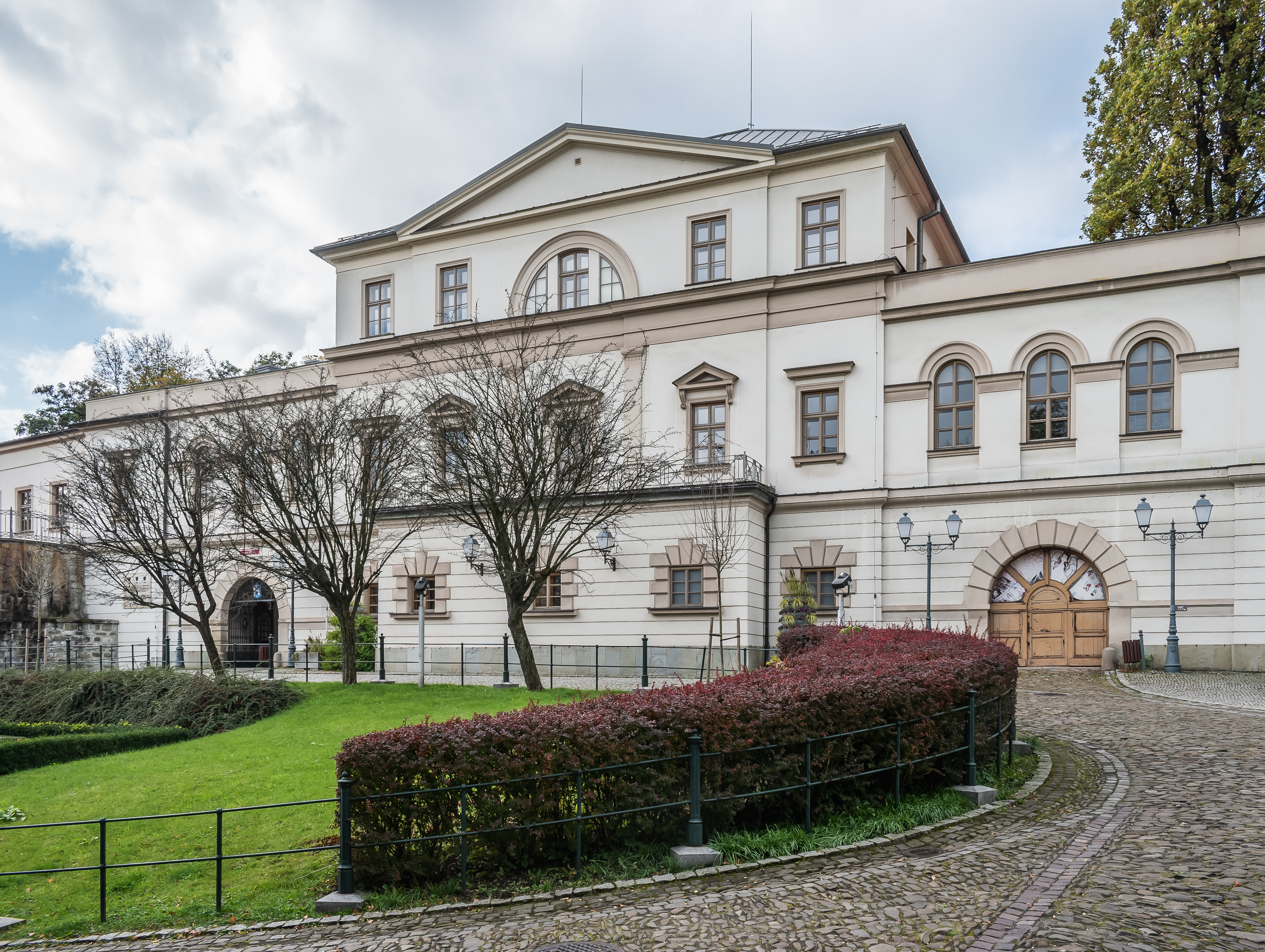
Pałac Karola Ludwika Habsburga
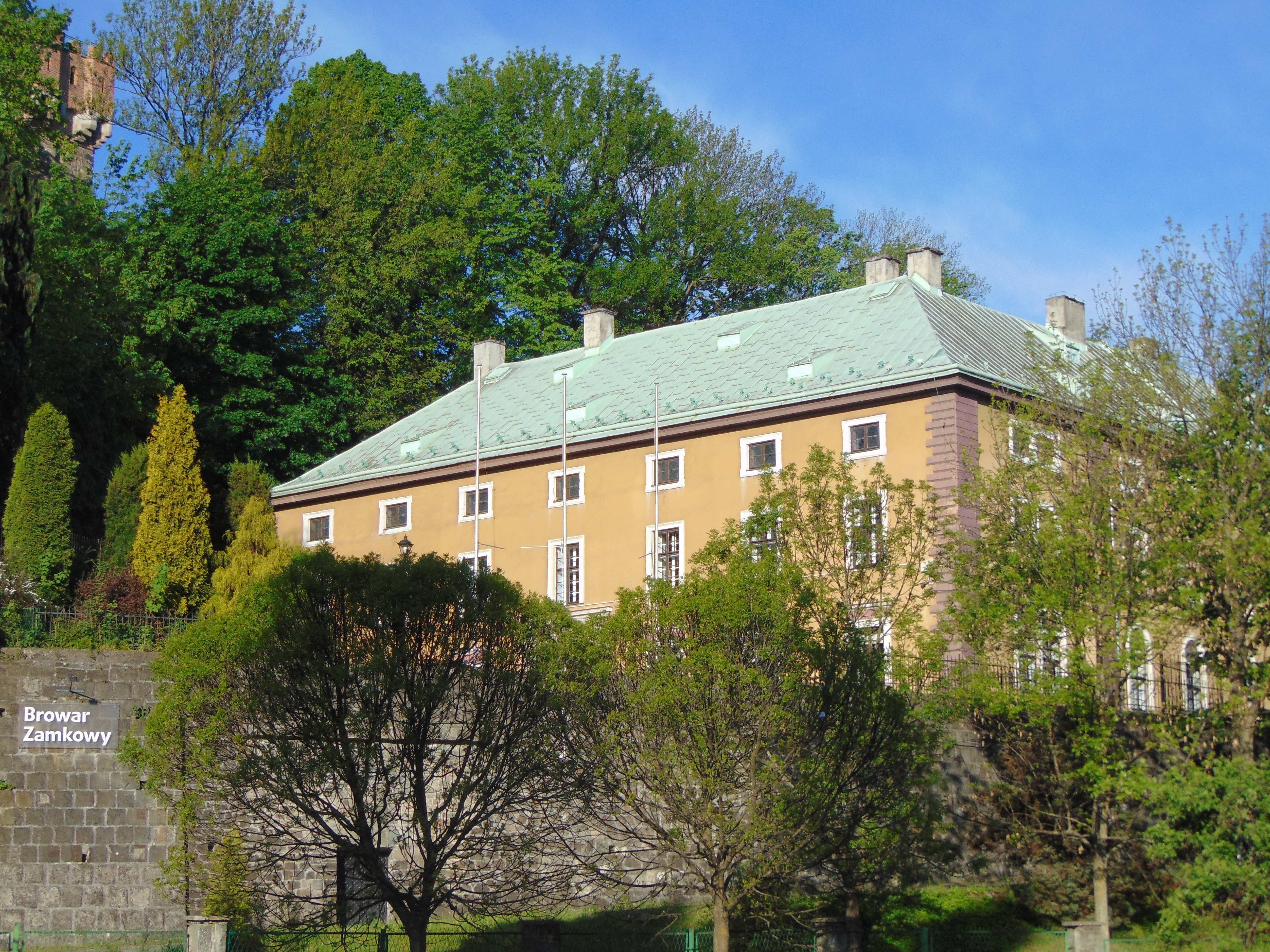
Browar Zamkowy z XIX wieku